# Vieux-Ferrette
Vieux-Ferrette là một xã trong tỉnh Haut-Rhin, vùng Grand Est ở đông bắc Pháp. Xã này có diện tích 6,63 km², dân số năm 1999 là 583 người. Khu vực này có độ cao 485 mét trên mực nước biển.